# Sci nautico ai XVIII Giochi del Mediterraneo - Slalom maschile
Il concorso dei sci nautico maschile ai XVIII Giochi del Mediterraneo si è svolto dal 23 al 24 giugno 2018 e vi hanno preso parte 17 atleti.

## Medaglie
| Posizione | Atleti          | Paese   |
| --------- | --------------- | ------- |
| Oro       | Brando Caruso   | Italia  |
| Argento   | Carlo Allais    | Italia  |
| Bronzo    | Tanguy Dailland | Francia |

## Risultati
| Pos. | Atleta                 | Nazionalità | Punteggio     |
| ---- | ---------------------- | ----------- | ------------- |
|      | Brando Caruso          | Italia      | 5.50/55/12.00 |
|      | Carlo Allais           | Italia      | 3.00/55/12.00 |
|      | Tanguy Dailland        | Francia     | 2.00/55/12.00 |
| 4    | Aris Techoueyres       | Grecia      | 2.00/55/12.00 |
| 5    | Sacha Descuns          | Francia     | 3.00/55/13.00 |
| 6    | Antreas Georgiou       | Cipro       | 5.00/55/14.25 |
| 7    | Alvaro Nouguera Vergas | Spagna      | 2.50/55/14.25 |
| 8    | Yiannis Kokkinos       | Cipro       | 1.00/55/14.25 |
| 9    | Roger Ballus Roca      | Spagna      | 2.50/55/16.00 |
| 10   | Matteo Luzzeri         | Italia      | 3.50/55       |